# Pluduno
Pluduno é uma comuna francesa na região administrativa da Bretanha, no departamento Côtes-d'Armor. Estende-se por uma área de 28,2 km². Em 2010 a comuna tinha 2 255 habitantes (densidade: 80 hab./km²).